# The Stage
The Stage (с англ. — «Сцена») — седьмой студийный альбом американской хэви-метал группы Avenged Sevenfold, который был выпущен 28 октября 2016 года после прямой трансляции на странице группы в Facebook. The Stage — это первый альбом Avenged Sevenfold с участием барабанщика Брукса Вакермана, который присоединился к группе в конце 2014 года, но не был представлен в качестве замены Эрина Элахая до его ухода в 2015 году. The Stage — это также первый альбом группы выпущенный под лейблом Capitol Records. Длительность альбома составляет 73 минуты и 35 секунд, что делает его самым длинным альбомом группы (на минуту больше, чем альбом City of Evil). Также в альбоме представлена самая длинная песня группы на данный момент — «Exist», длительность которой составляет 15 минут 41 секунду.

## Предыстория
В марте 2016 года Avenged Sevenfold провели March Mania — турнир, целью которого было найти самую любимую песню фанатов. Голосование проводилось фанатами каждую неделю. 31 марта 2016 года Avenged Sevenfold выпустили видео на своём YouTube-канале и анонсировали, что «A Little Piece of Heaven» — победитель турнира, после чего они рассказали о своём новом альбоме и даже показали небольшой клип новой песни «Exist». В октябре 2016 года их логотип Deathbat (с англ. — «Летучая мышь смерти») был спроецирован на важные здания по всему миру, и в этом же месяце состоялся релиз первого сингла «The Stage» вместе с клипом. Deathbot — сайт с ботом, который отвечает на ваши вопросы по альбому, был выпущен в этом же месяце. Deathbot первым выдал информацию о том, что 27 октября 2016 года Avenged Sevenfold собираются рассказать поподробнее о своём альбоме. Позже группа в социальных сетях сообщили о том, что они собираются дать важный концерт в этот день и транслировать его на их странице в Facebook в формате прямой 3D трансляции с поддержкой воспроизведения в режиме виртуальной реальности 360°.

## Концепт и тематика лирики
The Stage — первый концептуальный альбом Avenged Sevenfold. Концепт альбома основан на искусственном интеллекте и саморазрушении общества.

## Критика
| Оценки критиков   | Оценки критиков |
| Источник          | Оценка          |
| ----------------- | --------------- |
| Alternative Press | [ 6 ]           |
| Metal Injection   | [ 7 ]           |
| Ultimate Guitar   | [ 8 ]           |
| AllMusic          | [ 9 ]           |
| The Sun           | [ 10 ]          |
| Metalholic        | [ 11 ]          |
| NME               | [ 12 ]          |
| The Guardian      | [ 1 ]           |
| PlanetMosh        | [ 13 ]          |

## Список композиций
Слова и музыка всех песен — Avenged Sevenfold.
| №                   | Название            | Длительность |
| ------------------- | ------------------- | ------------ |
| 1.                  | «The Stage»         | 8:32         |
| 2.                  | «Paradigm»          | 4:18         |
| 3.                  | «Sunny Disposition» | 6:41         |
| 4.                  | «God Damn»          | 3:41         |
| 5.                  | «Creating God»      | 5:34         |
| 6.                  | «Angels»            | 5:40         |
| 7.                  | «Simulation»        | 5:30         |
| 8.                  | «Higher»            | 6:28         |
| 9.                  | «Roman Sky»         | 5:00         |
| 10.                 | «Fermi Paradox»     | 6:30         |
| 11.                 | «Exist»             | 15:41        |
| Общая длительность: | Общая длительность: | 73:35        |

## Участники записи
Avenged Sevenfold
- М. Шадоус — вокал
- Заки Вэндженс — гитара
- Синистер Гейтс — гитара
- Джонни Крайст — бас-гитара
- Брукс Вакерман — ударные
- Сессионные музыканты

## Чарты
| Чарт (2016)                            | Высшая позиция |
| -------------------------------------- | -------------- |
| Австралия (ARIA)                       | 4              |
| Австрия (Ö3 Austria)                   | 10             |
| Бельгия/Фландрия (Ultratop)            | 79             |
| Бельгия/Валлония (Ultratop)            | 85             |
| Канада (Canadian Albums Chart)         | 1              |
| Нидерланды (Album Top 100)             | 68             |
| Финляндия (Suomen virallinen lista)    | 10             |
| Франция (SNEP)                         | 47             |
| Германия (Offizielle Top 100)          | 14             |
| Венгрия (MAHASZ)                       | 40             |
| Ирландия (IRMA)                        | 16             |
| Италия (Classifica album)              | 35             |
| Япония (Oricon)                        | 42             |
| Новая Зеландия (RMNZ)                  | 9              |
| Норвегия (VG-lista)                    | 16             |
| Португалия (AFP)                       | 6              |
| Шотландия (Scottish Albums Chart)      | 12             |
| Испания (PROMUSICAE)                   | 36             |
| Швеция (Sverigetopplistan)             | 37             |
| Швейцария (Schweizer Hitparade)        | 17             |
| Великобритания (UK Albums Chart)       | 13             |
| США (Billboard 200)                    | 4              |
| США (Billboard Top Alternative Albums) | 1              |
| США (Billboard Top Hard Rock Albums)   | 1              |
| США (Billboard Top Rock Albums)        | 1              |